# صيفرية آنهويزية
صيفرية آنهويزية (الاسم العلمي: Flavobacterium anhuiense) هي نوع من البكتيريا، سلبية الغرام، تتبع جنس صيفرية.